# Antiochos 8. af Seleukideriget
Antiochos 8. Epifanes Kallinikos Filometor Grypos (? – 96 f.Kr.) var konge af Seleukideriget 125 f.Kr. til 96 f.Kr. med skiftende succes.
Antiochos 8. var søn af kong Demetrios 2. Nikator og dronning Kleopatra Thea. Han efterfulgte sin ældre broder Seleukos 5. Filometor som konge, men i realiteten var det hans moder, der var ved magten, og det var da også denne, der havde myrdet Seleukos 5.
Antiochos 8. var gift med den ægyptiske prinsesse Tryfaena, med hvem han fik sønnerne Seleukos 6. Epifanes, Filip 1. Filadelfos, Antiochos 11. Epifanes Filadelfos, Demetrios 3. Eukairos og Antiochos 12. Dionysos, der alle blev konger i de kommende årtiers kaotiske borgerkrige og slægtsfejder. Desuden fik han datteren Laodike 7. Thea Filadelfos, der blev gift med kong Mithridates 1. Kallinikos af Kommagene som led i en fredsaftale mellem Syrien og Kommagene. 
- Wikimedia Commons har flere filer relateret til Antiochos 8. af Seleukideriget